# Rahul Roy
Rahul Roy (New Delhi, 9 februari 1968) is een Indiaas acteur die voornamelijk in Hindi films speelt.

## Biografie
Roy werd per toeval gezien door regisseur Mahesh Bhatt, die wel potentie in hem zag als acteur door zijn uiterlijk, alleen zijn stem beviel hem minder (hiervoor werd voor zijn debuut Aditya Pancholi als stemacteur ingezet) en bood hem zijn eerste film aan Aashiqui. Het succes dat hij kreeg met zijn debuut heeft zich nooit meer herhaald.
In 2005 won Rahul Roy het eerste seizoen van het realityprogramma Bigg Boss, wat zijn carrière weer op de rails hielp.

## Filmografie
| Jaar | Film                        | Rol                  |
| ---- | --------------------------- | -------------------- |
| 1990 | Aashiqui                    | Rahul                |
| 1991 | Pyaar Ka Saaya              | Avinash Saxena       |
| 1992 | Junoon                      | Vikram               |
| 1992 | Ghazab Tamasha              | Sitaram              |
| 1992 | Dilwale Kabhi Na Hare       | Rahul                |
| 1992 | Jaanam                      | Amar Rao             |
| 1992 | Sapne Sajan Ke              | Deepak               |
| 1993 | Gumrah                      | Rahul Malhotra       |
| 1993 | Bhookamp                    | Rahul Singh          |
| 1993 | Game                        | Vijay                |
| 1993 | Phir Teri Kahani Yaad Aayee | Rahul                |
| 1993 | Baarish                     | Raja                 |
| 1994 | Hanste Khelte               | Rahul Chopra         |
| 1996 | Majhdhaar                   | Krishna              |
| 1996 | Megha                       | Akash                |
| 1997 | Dharma Karma                | Kumar                |
| 1997 | Naseeb                      | Deepak               |
| 1998 | Achanak                     | Vijay Nanda          |
| 1999 | Phir Kabhi                  | Vikram               |
| 2000 | Tune Mera Dil Le Liya       | Vijay                |
| 2001 | Afsana Dilwalon Ka          | Anwar                |
| 2005 | Meri Aashiqui               | Daniel               |
| 2006 | Bipasha – The Black Beauty  | advocaat             |
| 2006 | Vidyaarthi                  | Inspecteur Siddharth |
| 2006 | Naughty Boy                 | Singhania            |
| 2010 | Crime Partner               | maffiabaas           |
| 2010 | Ada...A Way of Life         | Prof. Anil Anand     |
| 2011 | Elaan                       | legerofficier        |
| 2013 | Sabse Bada Mujrim           |                      |
| 2015 | 2B Or Not To B              | Nikhil               |
| 2017 | 2016 The End                | D'Costa              |
| 2018 | Night & Fog                 | Tanvir Ahmad         |
| 2019 | A Thin Line                 | Thapar Nikhil        |
| 2019 | Cabaret                     | nummer "Paani Paani" |
| 2020 | Walk                        | Roshan               |
| 2020 | Sayonee                     | Inspecteur Arsan     |
| 2021 | L.A.C.                      | Kolonel Suresh Yadav |